# Districtul Győr
Győr (în maghiară Győri járás) este un district în județul Győr-Moson-Sopron, Ungaria.
Districtul are o suprafață de 903,41 km2 și o populație de 189.857 locuitori (2013).